# 高島市立本庄小学校
高島市立本庄小学校（たかしましりつ ほんじょうしょうがっこう）は、滋賀県高島市安曇川町南船木にある市立の小学校。

## 沿革
かつては高島郡本庄村の南北に学校が存在し、1910年に統合されて以降現在に至る。
- 1910年（明治43年）4月1日：本庄北尋常小学校と本庄南尋常小学校が合併する形で本庄尋常小学校が設置される。
- 1941年（昭和16年）4月1日：本庄国民学校になる。
- 1947年（昭和22年）4月1日：本庄村立本庄小学校になる。
- 1954年（昭和29年）4月1日：安曇川町立本庄小学校になる。
- 2005年（平成17年）1月1日：高島市立本庄小学校になる。

## 校区
高島市内の児童・生徒が進学する小学校・中学校は「高島市立学校の通学区域に関する規則」によって定められている。この規則によって以下の地域が本庄小学校の通学区域となる。
- 安曇川町北船木
- 安曇川町南船木
- 安曇川町川島(リバーサイドを除く全域)
- 安曇川町四津川
- 安曇川町横江浜

## 主な進学先
上述の「高島市立学校の通学区域に関する規則」により、原則として高島市立安曇川中学校に進学することとなっている。